# 비핸스

비핸스 로고.

비핸스(Behance)는 어도비 크리에이티브 클라우드로 저작한 작품 등을 전시하고 검색할 수 있는 무료 온라인 웹사이트이다. Matias Corea와 Scott Belsky에 의해 2005년 11월 창립되었으나 어도비에서 2012년 회사를 인수하였다.

## 개요
팬타그램, AIGA, 애드위크 및 쿠퍼 휴이트 스미스소니언 디자인 박물관, 미국 국립 디자인 박물관 및 아트 센터 칼리지 오브 디자인, 로드아일랜드 스쿨 오브 디자인, 스쿨 오브 비주얼 아츠, 사바나예술디자인대학, 매릴랜드 예술대학에서 비핸스에 공식 계정을 가지고 작품을 발표하고 있다. 2018년 7월, 천만 명 이상의 회원을 보유했다.

## 같이 보기
- 어도비 크리에이티브 클라우드